# کانتا اینوئه
کانتا اینوئه (ژاپنی: 井上 寛太؛ زادهٔ ۱۲ آوریل ۱۹۹۱) یک بازیکن فوتبال اهل ژاپن است.
از باشگاه‌هایی که در آن بازی کرده‌است می‌توان به باشگاه فوتبال ناگانو پارسیرو اشاره کرد.